# Hyetussa
Hyetussa là một chi nhện trong họ Salticidae.